# Alcatraz
Alcatraz is een eiland in de Baai van San Francisco. Van 1934 tot 1963 was het in gebruik als zwaar beveiligde gevangenis. Daarvoor waren er op het eiland een militair fort (1850-1907) en vervolgens (1907-1933) een militaire gevangenis gevestigd. Tegenwoordig is het eiland een beschermd gebied en een National Historic Landmark, beheerd door de National Park Service.

## Achtergrond

Ligging van Alcatraz in de Baai van San Francisco

De naam Alcatraz werd in 1774 door Juan Manuel de Ayala, de eerste Spanjaard die het gebied verkende, gegeven aan wat nu Yerba Buena Island heet. Hij bracht de Baai van San Francisco in kaart en noemde het eiland La Isla de los Alcatraces, wat te vertalen is als het eiland van de jan-van-genten. Het woord alcatraz komt oorspronkelijk uit het Arabisch: القطرس al-qaṭrās, wat albatros betekent. Frederick Beechey verschoof de naam naar de rots waarop later het fort gebouwd werd.
Het United States Census Bureau definieert het eiland als Block 1067, Block Group 1, Census Tract 179.02 van San Francisco County, Californië.

## Geschiedenis

### Militaire geschiedenis
De oudste bekende eigenaar van Alcatraz is Julian Workman, die het eiland in juni 1846 kreeg van de Mexicaanse gouverneur Pío Pico. Workman bouwde op het eiland een vuurtoren. Later in 1846 kocht John Charles Frémont, leider van de Republiek Californië en militair gouverneur van Californië, het eiland voor 5000 dollar uit naam van de Amerikaanse overheid. Frémont had verwacht dat hij een grote compensatie zou krijgen van de overheid omdat hij voor hen het eiland had gekocht, maar hij kreeg uiteindelijk niets. Hij en zijn nakomelingen spanden nog tot de jaren 90 van de 19e eeuw rechtszaken aan in de hoop toch geld te krijgen, maar zonder succes.

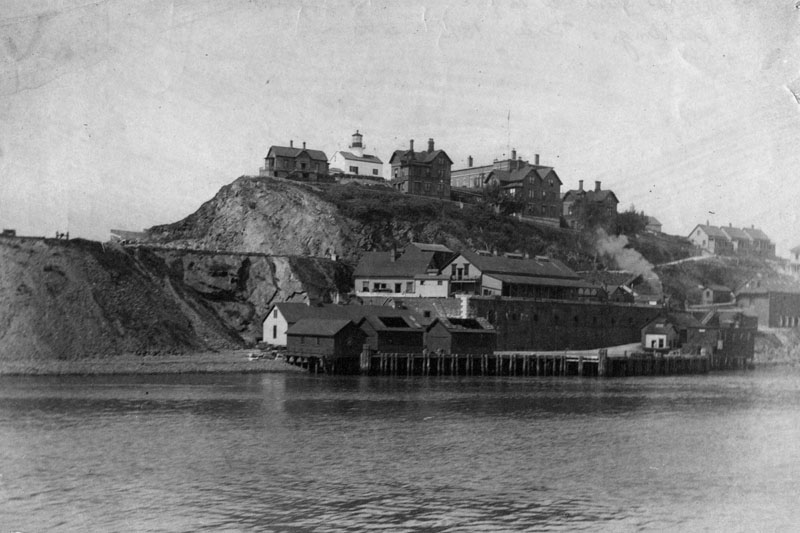
Alcatraz in 1895

Nadat Californië in Amerikaanse handen was gekomen en de Californische goldrush begon, startte de United States Army een onderzoek naar de mogelijkheden om van Alcatraz een militaire vestiging te maken. In 1850 gaf president Millard Fillmore in nasleep van de Mexicaans-Amerikaanse Oorlog officieel het bevel om van Alcatraz een militaire vestiging te maken. In 1853 werd onder toezicht van Zealous B. Tower begonnen met het bouwen van een militair fort. Het werk duurde tot 1858. Tegen het einde van dat jaar werd het eerste garnizoen van ongeveer 200 soldaten op het eiland gevestigd. Toen in 1861 de Amerikaanse Burgeroorlog uitbrak, werd het eiland geschikt gemaakt om als strijdlocatie te dienen. Alcatraz had destijds 85 kanonnen, maar vanwege gebrek aan manschappen kon maar een klein deel hiervan tegelijkertijd worden ingezet. In praktijk hoefde er nooit vanaf het eiland te worden geschoten als offensief. Wel werden op het eiland krijgsgevangenen opgesloten.
Na de oorlog concludeerde het leger dat het fort en de bewapening van Alcatraz achterhaald waren door de vorderingen op het gebied van militaire technologie. Tussen 1870 en 1876 werden verschillende plannen uitgewerkt om het eiland te moderniseren, maar deze werden nooit voltooid. In plaats daarvan werd besloten Alcatraz een nieuwe bestemming te geven. In plaats van voor kustverdediging, zou het voortaan voor detentie worden gebruikt.

### Alcatraz als gevangenis

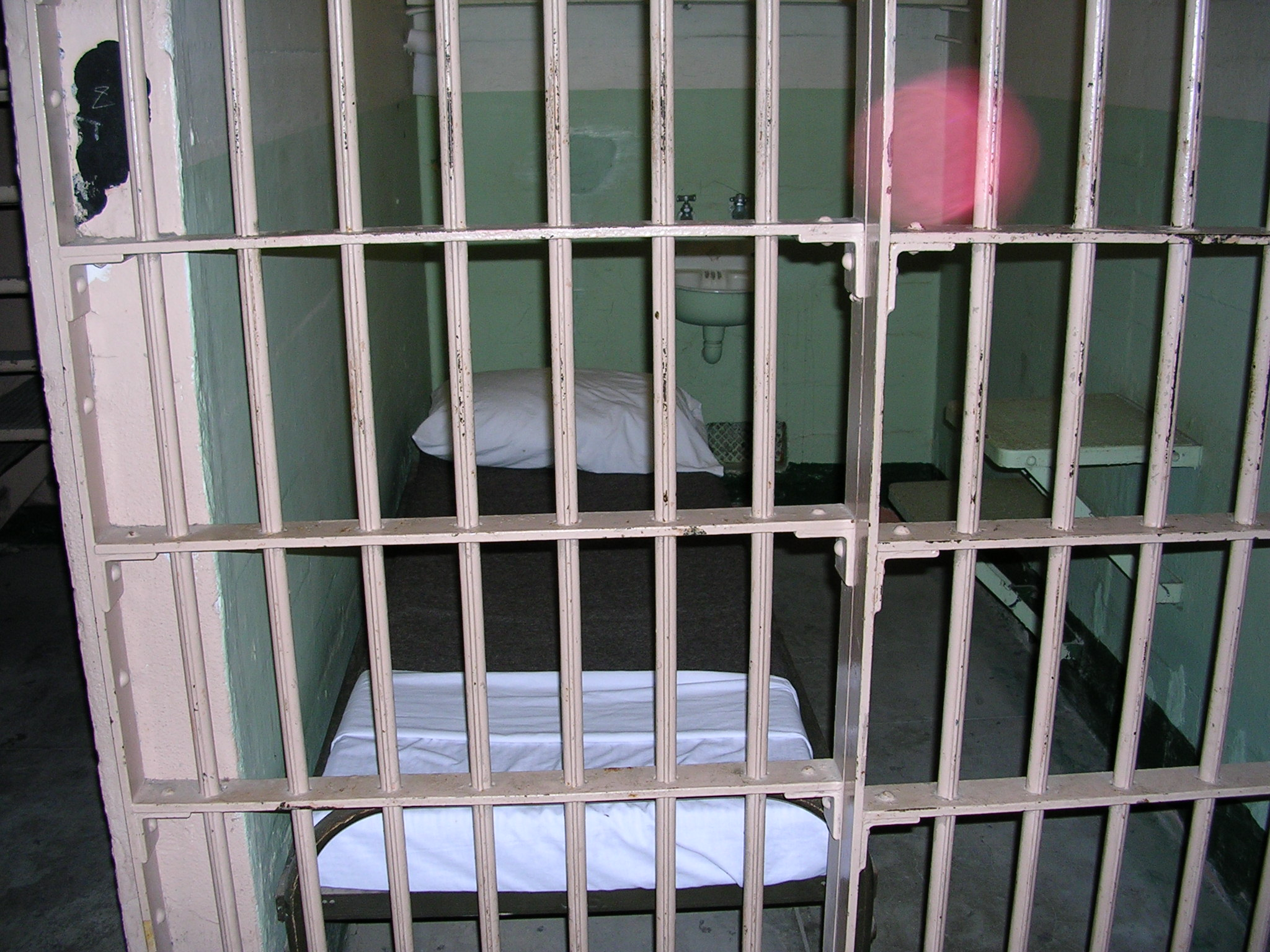
Het interieur van een reguliere cel in het cellenblok Broadway

De beslissing om van Alcatraz een gevangenis te maken kwam vanwege de afgelegen ligging en de sterke stromingen in de baai, die het zo goed als onmogelijk zouden maken om te ontsnappen.
Nog voordat het eiland officieel een gevangenis werd, werd het al gebruikt voor opsluiting. In 1867 werd reeds een bakstenen gevangenishuis gebouwd op het eiland, zodat het eiland vanaf 1868 al dienst kon doen als militaire gevangenis. Tijdens de Amerikaanse burgeroorlog en vooral tijdens de Spaans-Amerikaanse Oorlog zaten er veel militaire gevangenen op het eiland.
Op 21 maart 1907 werd Alcatraz officieel door de Amerikaanse overheid ingesteld als militaire gevangenis. In 1909 begonnen de werkzaamheden om het eiland van militair fort om te bouwen tot gevangenis. Er kwamen celblokken, die grotendeels waren ontworpen door Reuben Turner. In 1912 waren de werkzaamheden voltooid. Tijdens de Eerste Wereldoorlog zaten in de gevangenis onder andere dienstweigeraars, onder wie Philip Grosser.
In de nasleep van de aardbeving van San Francisco in 1906 werden ook tijdelijk niet-militaire gevangenen naar Alcatraz gebracht voor bewaring. Op 12 oktober 1933 kwam de gevangenis in handen van de United States Department of Justice, en werd ze een federale gevangenis. De gevangenis had een zeer streng regime. In de beginjaren was het zelfs niet toegestaan om onderling te praten. Nadat er door middel van het doorspoelen van het toilet een primitieve communicatie op gang kwam is het spreekverbod opgeheven.
Tijdens de 29 jaar dat Alcatraz in gebruik was als federale gevangenis, zaten er enkele bekende criminelen opgesloten, onder wie Al Capone, Robert Franklin Stroud, George ‘Machine Gun’ Kelly, James Joseph Bulger en Alvin Karpis (die langer in Alcatraz zat dan elke andere gevangene).
Er zijn verschillende ontsnappingspogingen gedaan, maar officieel is het nooit iemand gelukt om te ontsnappen. In totaal waren er 36 gevangenen betrokken bij 14 ontsnappingspogingen. Daarvan werden er 23 weer gearresteerd, zes doodgeschoten, twee verdronken en vijf genoteerd als vermist, vermoedelijk verdronken (waaronder Morris en de broers Anglin). De gewelddadigste uitbraakpoging vond plaats op 2 mei 1946 en leidde tot de Slag om Alcatraz.

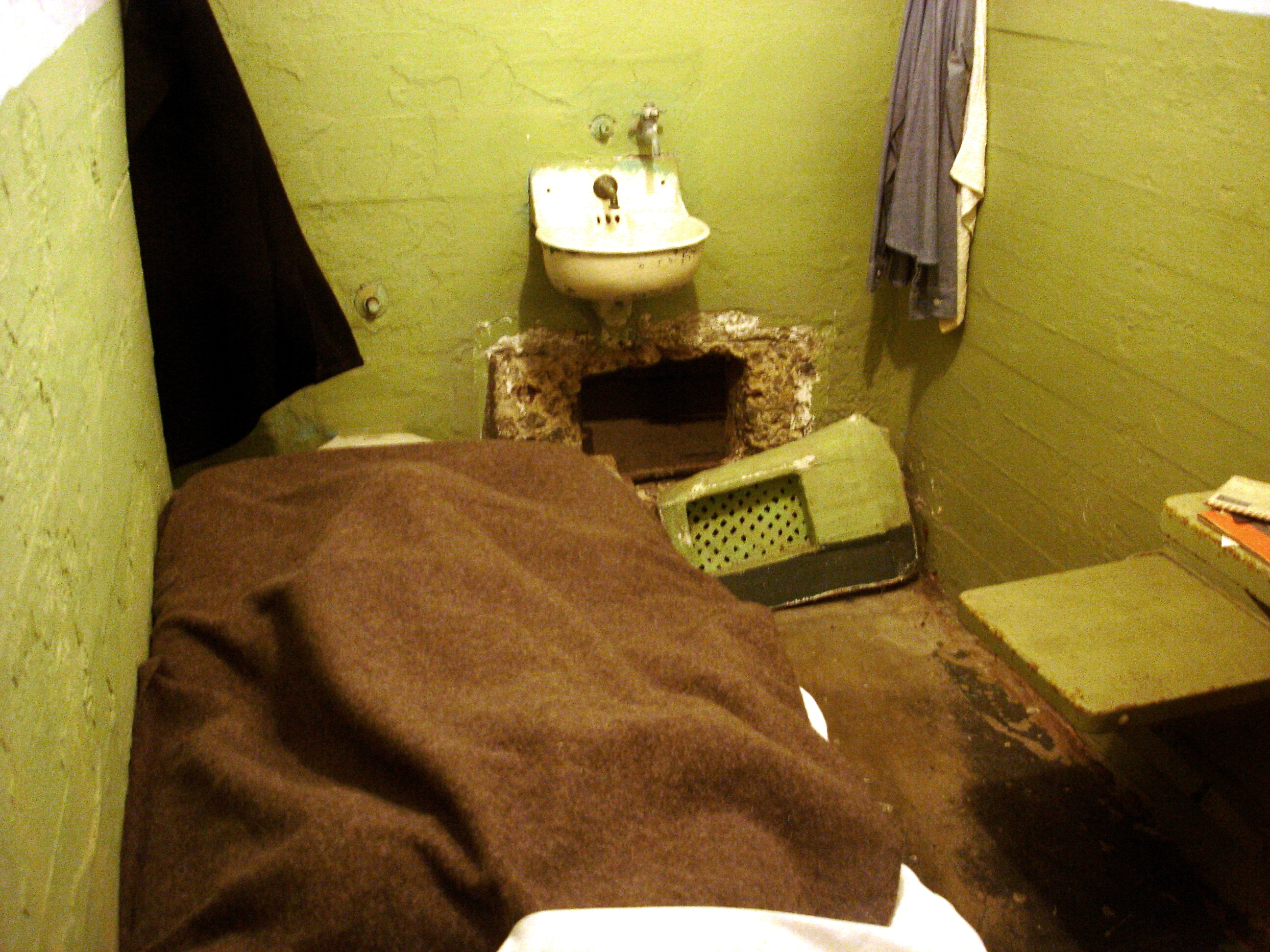
Losgemaakt luchtrooster, waarlangs Morris en de broers Anglin hun cel verlieten

Op 11 juni 1962 zou er echter toch een succesvolle ontsnapping plaats hebben gevonden. Frank Morris en de broers John en Clarence Anglin ontsnapten volgens de verhalen op een opblaasbaar vlot gemaakt van aan elkaar gelijmde regenjassen. Frank Morris, de leider van de groep, had een bijzonder hoog IQ, en wellicht hebben ze het getij van de San Francisco Bay gebruikt om te ontsnappen. Enkele van hun spullen zijn teruggevonden op Angel Island, maar sommigen gaan ervan uit dat ze bij de Golden Gate Bridge aan land zijn gegaan en hun spullen via het getij naar Angel Island hebben laten drijven om de politie op een dwaalspoor te zetten. Van de mannen heeft niemand meer iets vernomen. Men is ervan uitgegaan dat ze verdronken waren, maar dat is nooit bewezen. Van deze ontsnappingspoging is in 1979 een film gemaakt: Escape from Alcatraz.
Nog geen jaar na de ontsnapping werd op 21 maart 1963 Alcatraz officieel gesloten.

### De bezetting van Alcatraz

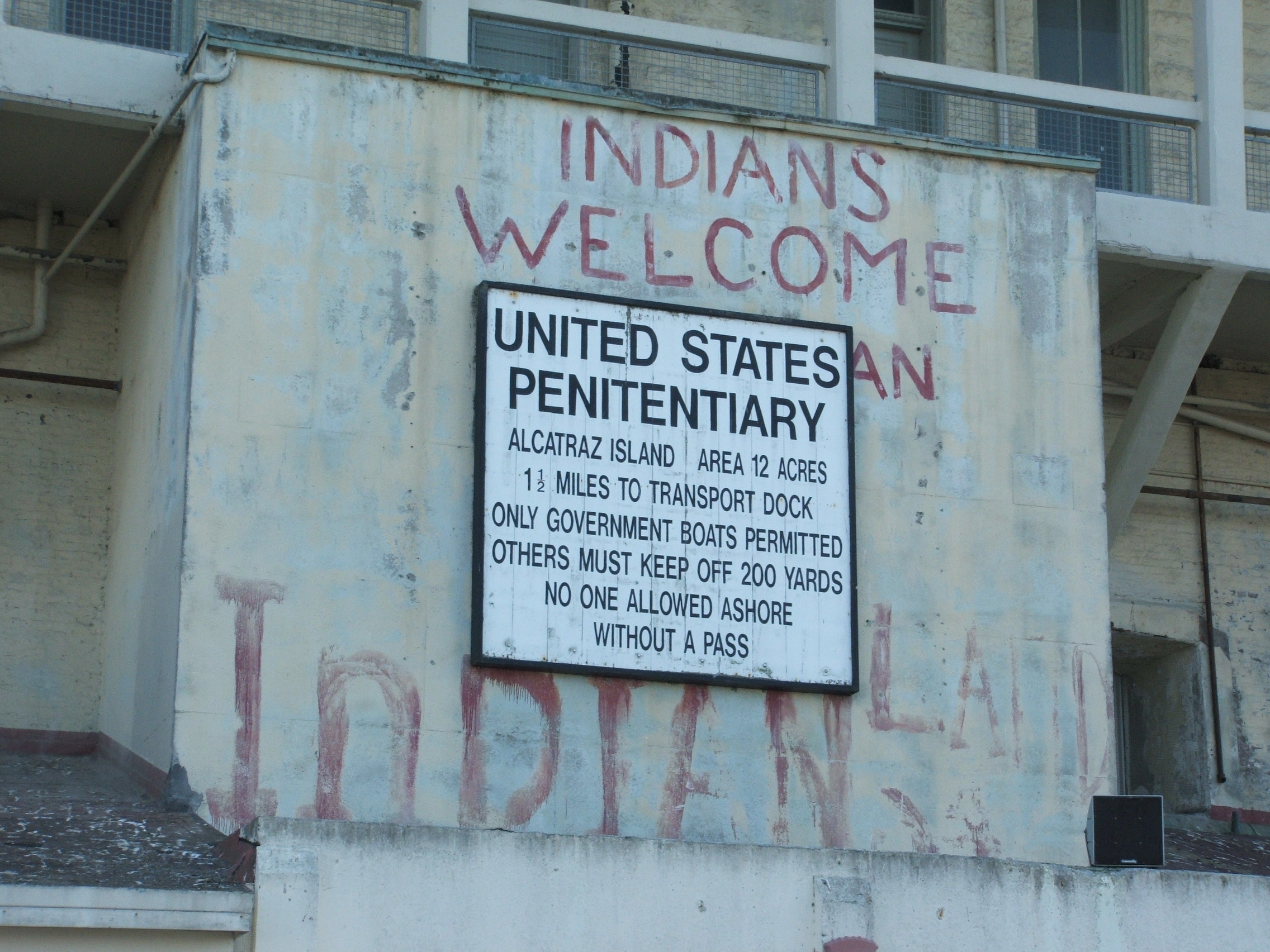
Informatiebord boven de gevangenis

In 1969 bezette een groep indianen de rots in de baai. Ze verbleven 2 jaar lang op het eiland, en trachtten op deze wijze hun eis voor een Indiaans Cultureel Centrum kracht bij te zetten.
Deze groep verloor in de ogen van de gemeenschap hun geloofwaardigheid door de hoeveelheid beschadigingen, zoals graffiti, vandalisme en een brand die het huis van de vuurtorenwachter verwoestte. In juni 1971 verwijderden Federal Marshalls de indianen van het eiland.

### Alcatraz nu
Sinds 1972 is Alcatraz een van de gebieden onder beheer van de National Park Service en sinds 1973 is het eiland opengesteld voor publiek. Op Alcatraz staat de oudste nog werkende vuurtoren van de Amerikaanse westkust.

## Alcatraz in de media
In 2003 probeerden de presentatoren van het programma MythBusters, Adam Savage en Jamie Hyneman, of de beroemde ontsnapping van Morris en de gebroeders Anglin inderdaad kon zijn uitgevoerd. Het lukte hen om op een vlot van regenjassen van Alcatraz naar de wal te varen. Daarmee werd dan ook aangetoond dat het mogelijk was om uit de gevangenis te ontsnappen.
Verder is illusionist David Copperfield ooit als stunt uit de gevangenis ontsnapt.
Ook heeft het programma Ghost Hunters een aflevering gemaakt van Alcatraz. In deze aflevering wordt onderzocht of er paranormale activiteiten op het eiland plaatsvinden. Uiteindelijk meenden ze veel 'bewijs' te hebben gevonden, voornamelijk geluidsopnamen, en concludeerden ze dat er paranormale activiteiten plaats zouden vinden op Alcatraz.
Alcatraz heeft de bijnaam "The Rock". De speelfilm The Rock speelt zich af op Alcatraz. Hierbij moet er in Alcatraz ingebroken worden. De reeds genoemde film Escape from Alcatraz gaat over de ontsnapping van drie criminelen vanaf Alcatraz. Andere films over Alcatraz zijn King of Alcatraz, Half Past Dead, Point Blank, Murder in the First en Birdman of Alcatraz.
In 2011 werd de eerste aflevering van de tv-serie Alcatraz uitgezonden, een fictief verhaal over het einde van Alcatraz. In de serie is de gevangenis niet gesloten, maar zijn alle gevangenen verdwenen en is dat geheim gehouden.
Op 4 mei 2025 maakte president Trump bekend dat hij Alcatraz weer wil heropenen.